# طلعت مصطفى

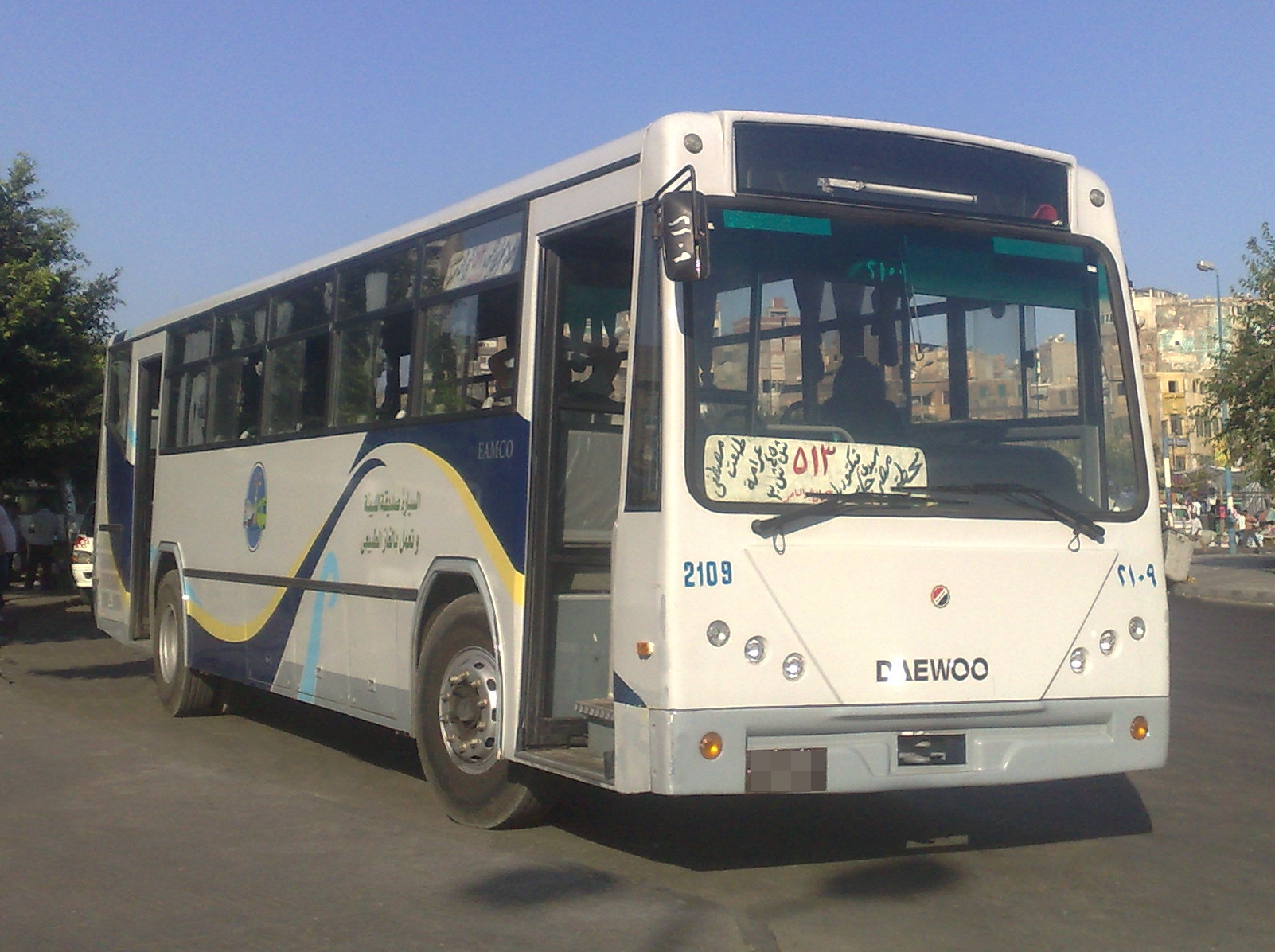
حافلة سكندرية ينتهي مسارها بشارع طلعت مصطفى

طلعت مصطفي (6 يوليو 1926 - 28 فبراير 2005). هو رجل أعمال مصري. مؤسس مجموعة طلعت مصطفى العقارية. وهو والد هشام طلعت مصطفى، والمهندس طارق طلعت مصطفى، وسحر طلعت مصطفى، والمهندس هاني طلعت مصطفى.
التحق هشام طلعت مصطفى بكلية التجارة جامعة الإسكندرية وتخرج منها عام 1980 وعمل في مجموعة طلعت مصطفى مع أبيه.

## تاريخ المجموعة
تأسست شركة مجموعة طلعت مصطفى القابضة شركة مساهمة مصرية في 13 فبراير 2007 طبقًا لأحكام القانون 95 لسنة 1992 ولائحته التنفيذية، وتم قيد الشركة بالسجل التجاري برقم 187398 بتاريخ 3 إبريل 2007، ويتمثل غرض الشركة في الاشتراك في تأسيس الشركات التي تصدر أوراقًا مالية أو الدخول في زيادة رؤوس أموالها
بدأ اسم المجموعة يبرز على الساحة العقارية خلال الفترة 1986 - 1987، عندما بدأ هشام طلعت في بناء مجمعات سكنية ومنتجعات سياحية في منطقة «العجمي» ثم في «الساحل الشمالي». 
وتلى ذلك قيامه سنة 1994 بإقامة مجتمعين سكنيين فاخرين في ضواحي القاهرة الكبرى، وهما «الربوة» في مدينة الشيخ زايد (غرب القاهرة) و«ماي فير» في مدينة الشروق (شرق القاهرة)، حيث كانا من أوائل الكمباوندات التي أقيمت خارج المدينة.
ثم بدأت الشركة في النمو والازدهار وتحولت لمجموعة تضم تحت مظلتها عدد من الشركات، وفي 1998 أصبحت مجموعة طلعت مصطفى تضم 21 شركة، حيث نجح هشام طلعت في تحويل شركة والده إلى مجموعة شركات تُقَيَّم بمليارات الجنيهات في مصر.

## قضية قتل سوزان تميم
في 28 يوليو 2008، قُتلت الفنانة سوزان تميم داخل شقتها في دبي، حيث قُطع حلقها بسكين. تم اعتقال ضابط المباحث المصري السابق محسن السكري، الذي اعترف بحيازته السلاح وقتلها، وأدلى بأن مصطفى هو من أمره بذلك مقابل مليوني دولار.

### المحاكمات والأحكام
2009: حُكم على محسن السكري بالإعدام، وعلى هشام مصطفى أيضًا بالإعدام لكن عبرته محكمة النقض لاحقًا.
2010: بعد إعادة المحاكمة، صدر حكم بالسجن المؤبد على السكري، والحكم بالسجن 15 سنة على مصطفى، مع مصادرة مبلغ الدية البالغ 2 مليون دولار.
2017: أُطلق سراح هشام طلعت مصطفى بعفو رئاسي من الرئيس السيسي، بعد قضاء 9 سنوات في السجن.
2023: مُنح "رد اعتبار" بحيث تم محو السجل الجنائي عنه قانونيًا بعد مرور 6 سنوات على خروجه.